# Gary Goldman
Gary Wayne Goldman (nascido em 17 de novembro de 1944) é um produtor de cinema, diretor, animador, escritor e dublador estadunidense. É conhecido por ter trabalhado em filmes com Don Bluth, como Todos os Cães Merecem o Céu, em sua estreia como diretor, Anastasia, Fievel - Um Conto Americano e Em Busca do Vale Encantado. Ele foi animador na Disney antes de trabalhar no Sullivan Bluth Studios com Bluth.
Em agosto de 2007, Goldman foi nomeado artista residente na Savannah College of Art and Design para o trimestre de inverno de 10 semanas da faculdade, que começou em janeiro de 2008. Goldman deu palestras sobre animação, além de ministrar aulas de graduação e pós-graduação em produção de animação 2D tradicional.

## Carreira
Goldman começou sua carreira em 1972 com a Walt Disney Productions no filme de animação Robin Hood, como animador assistente de supervisão do animador Frank Thomas. A carreira de Goldman continuou como animador nos filmes da Disney Ursinho Puff e o Tigre Saltador e Bernardo e Bianca. Ele também atuou como diretor de animação em Meu Amigo o Dragão e O Pequenino.
Em 1979, Goldman, Don Bluth e John Pomeroy deixaram a Disney para fundar a Don Bluth Productions. Desde então, Goldman participou na produção de filmes e videogames, incluindo A Ratinha Valente, Dragon's Lair, Space Ace, Fievel - Um Conto Americano, Dragon's Lair II: A Time Warp, Em Busca do Vale Encantado, "Todos os Cães Merecem o Céu", Polegarzinha, Anastasia, Bartok, o Magnífico e Titan A.E.

## Filmografia[3]
| Título                                           | Ano  | Funcionou como | Funcionou como | Funcionou como | Funcionou como           | Notas                                                |
| Título                                           | Ano  | Diretor        | Produtor       | Escritor       | Departamento de animação | Notas                                                |
| ------------------------------------------------ | ---- | -------------- | -------------- | -------------- | ------------------------ | ---------------------------------------------------- |
| The Mini-Munsters                                | 1973 | Não            | Não            | Não            | Sim                      | animador                                             |
| Robin Hood                                       | 1973 | Não            | Não            | não creditado  | Sim                      | animador assistente                                  |
| Ursinho Puff e o Tigre Saltador (curta-metragem) | 1974 | Não            | Não            | Sim            | Sim                      | história - não creditado/ animador                   |
| Puff - O Ursinho Guloso                          | 1977 | Não            | Não            | Não            | Sim                      | animador                                             |
| Bernardo e Bianca                                | 1977 | Não            | Não            | Não            | Sim                      | animador de personagens                              |
| Meu Amigo, o Dragão                              | 1977 | Não            | Não            | Não            | Sim                      | animador de personagens                              |
| O Pequenino (curta-metragem)                     | 1978 | Sim            | Não            | Não            | Sim                      | diretor de animação                                  |
| Banjo the Woodpile Cat curta-metragem            | 1979 | Não            | Sim            | Não            | Sim                      | animador                                             |
| Xanadu                                           | 1980 | Não            | Não            | Não            | Sim                      | planejamento de câmera: unidade da parte de animação |
| O Cão e a Raposa                                 | 1981 | Não            | Não            | não creditado  | Sim                      | animador                                             |
| A Ratinha Valente                                | 1982 | Não            | Sim            | Sim            | Sim                      | adaptação da história / diretor de animação          |
| Fievel - Um Conto Americano                      | 1986 | Não            | Sim            | Não            | Não                      |                                                      |
| Em Busca do Vale Encantado (filme)               | 1988 | Não            | Sim            | Não            | Não                      |                                                      |
| Todos os Cães Merecem o Céu                      | 1989 | Sim            | Sim            | Sim            | Não                      | co-diretor, história                                 |
| Chantecler - O Rei do Rock                       | 1991 | Sim            | Sim            | Sim            | Não                      | co-diretor, história                                 |
| Polegarzinha                                     | 1994 | Sim            | Sim            | Não            | Não                      | co-diretor                                           |
| Um Duende no Parque                              | 1994 | Sim            | Sim            | Sim            | Não                      | co-diretor / história                                |
| O Cristal e o Pinguim                            | 1995 | Sim            | Sim            | Não            | Não                      | co-diretor (não creditado)                           |
| Anastasia                                        | 1997 | Sim            | Sim            | Não            | Não                      | co-diretor                                           |
| Bartok, o Magnífico                              | 1999 | Sim            | Sim            | Não            | Não                      | co-diretor                                           |
| Titan A.E.                                       | 2000 | Sim            | Sim            | Não            | Não                      | co-diretor                                           |
| Gift of the Hoopoe (curta)                       | 2009 | Sim            | Não            | Não            | Não                      | crédito de co-diretor apenas                         |